# Energia alternativa

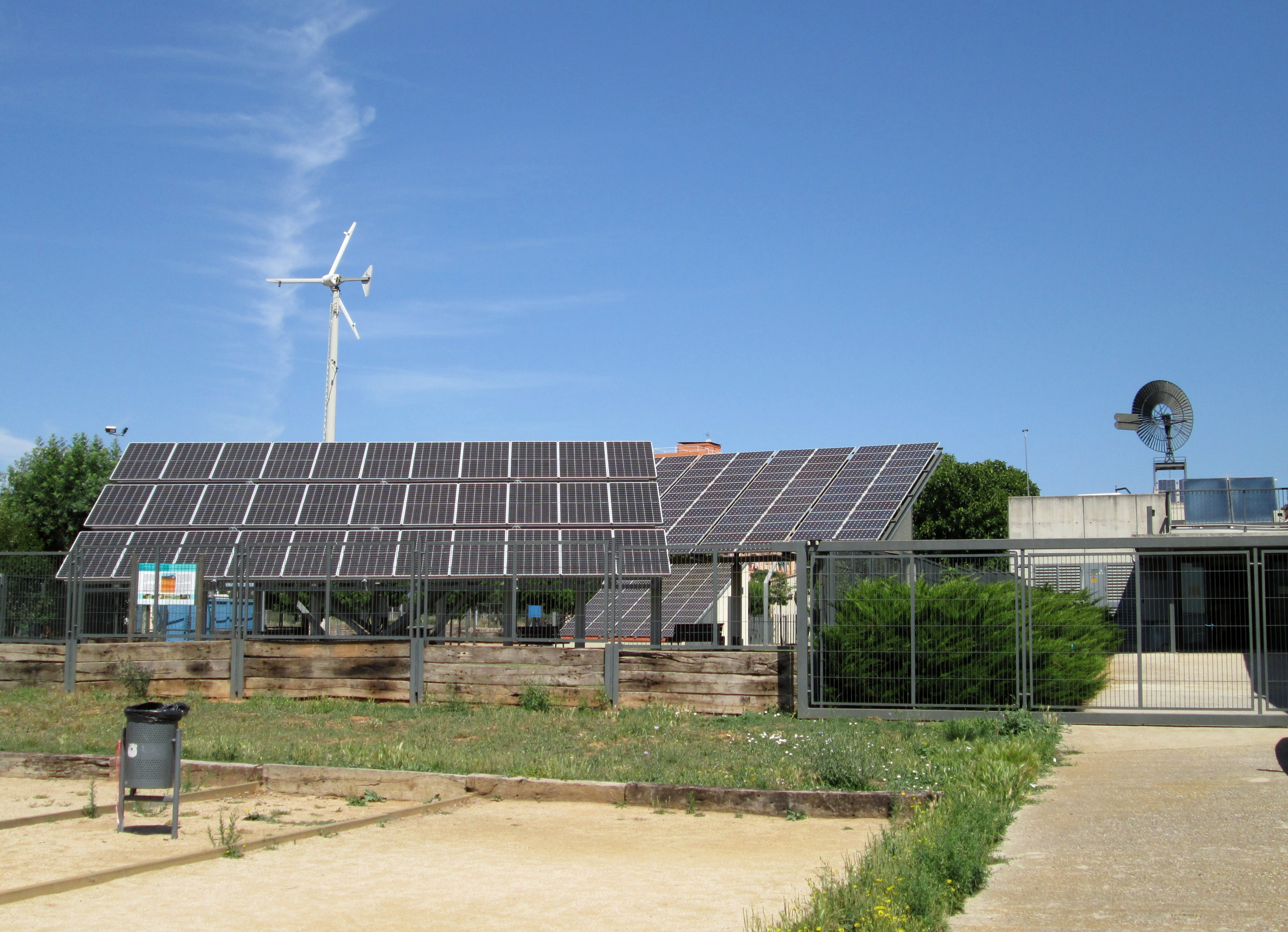
Diferents tipus d'energies alternatives en el Centre de Divulgació Mediambiental de Sabadell

En principi es considera com energia alternativa a les energies que s'obtenen de formes alternatives a les utilitzades majoritàriament, com són: petroli, carbó, gas natural, energia nuclear, i d'altres.
És important diferenciar entre els conceptes energia alternativa, energia renovable i energies no contaminants. Una energia alternativa o renovable no té per què ser no contaminant. Així, per exemple, la biomassa es considera una font d'energia alternativa, però és una energia que també contamina (potser en menor mesura que d'altres). El concepte "renovable" fa referència a la possibilitat de regeneració natural que ofereixen aquestes fonts d'energia, convertint-les en virtualment inesgotables.
Com a fonts d'energia alternatives es poden citar:
- Energia solar
- Energia geotèrmica
- Energia eòlica
- Energia mareomotriu
- Biomassa

La discussió energia alternativa/convencional, no s'ha d'entendre com una mera classificació de les fonts d'energia, ja que el terme es gesta de la mà de científics i moviments ecologistes i socials amb el propòsit de proposar un model energètic alternatiu a l'imperant en l'actualitat.
Aquest model energètic es basa en les següents premisses:
- L'ús de fonts d'energies renovables, ja que les fonts fòssils actualment explotades acabaran esgotant-se segons els pronòstics actuals en el transcurs d'aquest segle xxi.
- L'ús de fonts netes, i l'abandonament progressiu dels processos de combustió convencionals i la fissió nuclear.
- L'explotació extensiva de les fonts d'energia, proposant-se com a alternativa el foment de l'autoconsum per tal d'evitar en la mesura del que sigui possible la construcció de grans infraestructures de generació i distribució d'energia elèctrica.
- La disminució de la demanda energètica, mitjançant la millora del rendiment dels dispositius elèctrics (electrodomèstics, llums, etc.)

Aquest model s'emmarca dintre de l'estratègia denominada Desenvolupament sostenible.